# Alfredo Rostgaard
Alfredo Juan González Rostgaard (Guantánamo, 10 mai 1943 - La Havane, 27 décembre 2004) est un artiste plasticien cubain, connu pour ses affiches.

## Biographie
Rostgaard étudie à l'école d'art Jose Joaquin Tejada de Santiago de Cuba. En 1963, il est nommé directeur artistique du magazine du syndicat des jeunesses communistes cubaines Mella, où il produit également des caricatures, mêlant humour et sens politique.
Il s'installe à La Havane en 1965 où il commence à produire des affiches pour le compte de l'Instituto Cubano de Arte e Industria Cinematográfico (ICAIC : Institut cubain de l'art et de l'industrie cinématographique), puis, en 1966, il devient directeur artistique de l'Organisation for Solidarity with the People of Africa, Asia and Latin America (OSPAAL), poste qu'il occupe pendant neuf ans.
En 1973, il remporte le concours d’affiches de cinéma du Festival de Cannes.
Dès 1975, il travaille pour l'UNEAC (Union nationale des écrivains et artistes cubains).
En plus de ses nombreuses affiches, influencées par le mouvement pop art, il produit des couvertures et des illustrations destinées à des ouvrages, ainsi que des maquettes de magazines.
Avec Eduardo Muñoz Bachs, Felix Beltrán et Raul Martínez, il est l'un des quatre grands graphistes cubains apparus au début de la révolution castriste.

## Conservation
- Cancion Protesta, 1967, affiche sérigraphiée, MoMA.